# Ian Mosley

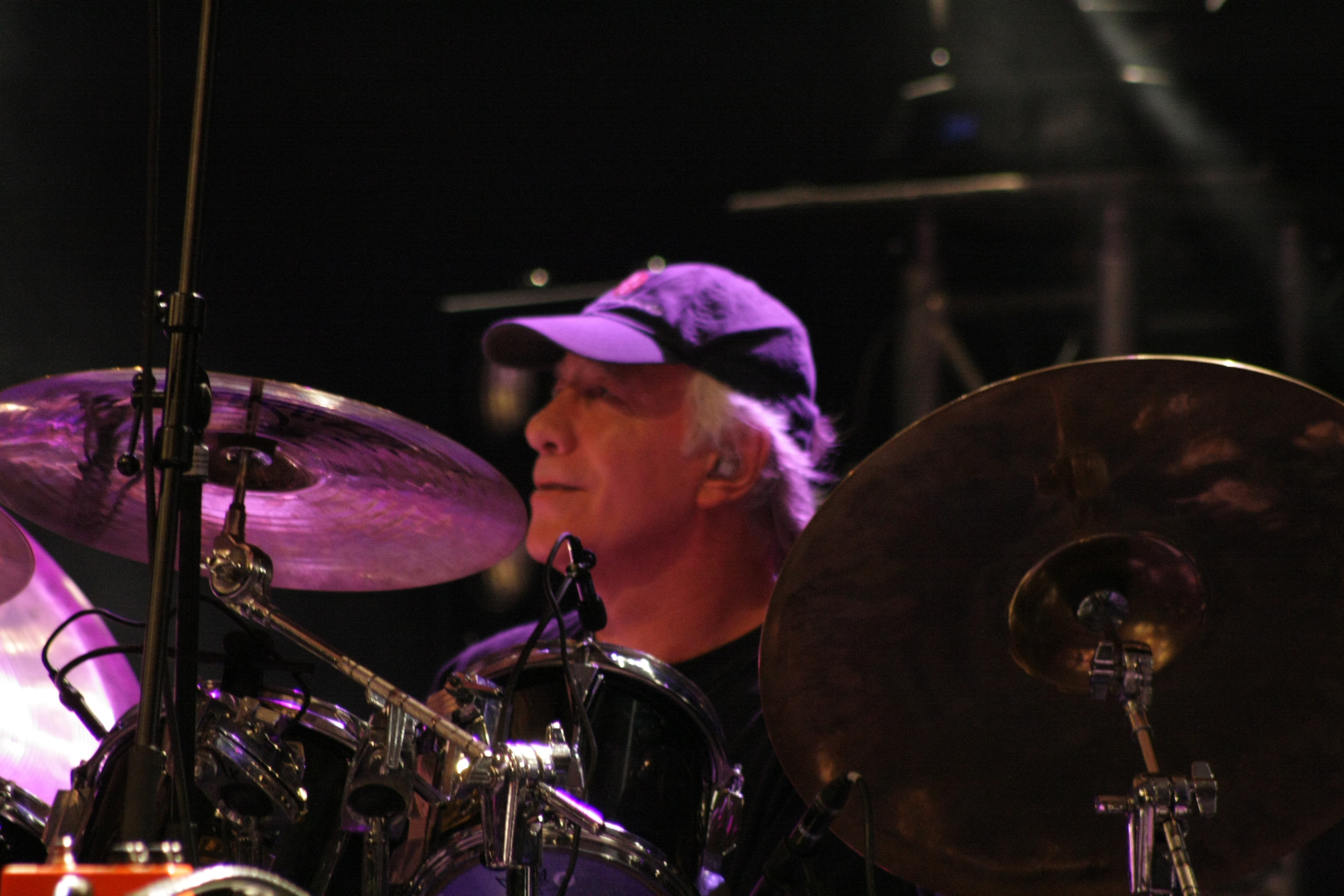
Ian Mosley, 2010

Ian Mosley (* 16. Juni 1953, Paddington, London, England) ist der  Schlagzeuger der Progressive-Rock-Band Marillion.

## Musikalische Karriere
Mosley wurde 1984 in die Band aufgenommen nach einer langen Suche nach einem Nachfolger für Mick Pointer, der 1983 gefeuert worden war. Mosley hatte vorher mit dem Genesis-Gitarristen Steve Hackett auf zwei Soloalben und Tourneen gespielt. Der Start seiner musikalischen Karriere war die Band Darryl Way's Wolf in den Jahren 1973/74 und den Platten Canis lupus (Mai 1973), Saturation point (Oktober 1973), Night music (Juni 1974). 1975 spielte auf der Platte Birds der Gruppe Trace mit. 1981 spielte er auf den Platten The peacock party und  Live des Gitarristen Gordon Giltrap. 1983 spielte er für die Gruppe Renaissance auf der Platte Time-line und in der Steve Hackett Band auf der Platte Highly strung. Die Zusammenarbeit mit dem Genesis-Gitarristen Steve Hackett setzte sich 1984 mit der Platte Till we have faces fort.
Bei Marillion ist er auf allen Werken seit 1984 vertreten.